# Административное деление Грузинской ССР на 1 января 1926 года

## Грузинская ССР. 1 января 1926 года
Делилась на республики. уезды и участки
- общее число уездов — 26
- общее число теми — 507
- центр ССР — город Тифлис
- список республик:

1. Абхазская договорная ССР (центр — г. Сухум)
  1. Гагринский уезд
  2. Гудаутский уезд
  3. Гумистинский уезд (центр — г. Сухум)
  4. Кодорский уещд (центр — Очемчиры)
  5. Самурзиканский уезд (центр — Гали)
2. Аджарская АССР (центр — Батум)
  1. Аджарис-Цкальский уезд
  2. Кедский уезд
  3. Кобулетский уезд
  4. Хулоский уезд
  5. Чорохский уезд (центр — г. Батум)

- Юго-Осетинская автономная область (центр — Цхинвали, 14 теми)
- список уездов:

1. Ахалкалакский
2. Ахалцыхский
3. Борчалинский (центр — кол. Люксембург)
4. Горийский
5. Душетский
6. Земо-Сванетский (центр — Сети)
7. Зугдидский
8. Кутаисский
9. Лечхумский (центр — Цагери)
10. Озургетский
11. Рачинский (центр — г. Они)
12. Сенакский
13. Сигнахский
14. Телавский
15. Тифлисский
16. Шорапанский (центр — Чантуры)